# NGC 4920
NGC 4920 (również IC 4134 lub PGC 44958) – galaktyka nieregularna (IBm), znajdująca się w gwiazdozbiorze Panny. Odkrył ją w 1882 roku Wilhelm Tempel.